# هارلم شيك (رقصة)
هارلم شيك (بالإنجليزية: Harlem shake)‏ هي رقصة أداها للمرة الأولى مواطن أمريكي من سكان حي هارلم بنيويورك يدعى «آل بي» (بالإنجليزية: Al B)‏ سنة 1981، وسميت في البداية آلبي (بالإنجليزية: albee)‏، نسبة إلى مبتدعها، ثم صار اسمها لاحقًا «هارلم شيك» (هزة هارلم) بعد أن انتشرت خارج حي هارلم. وقد عُرفت الرقصة على نطاق أوسع بعد أن ظهرت في فيديو موسيقي لجي ديب عنوانه «فلنحصل عليها» (بالإنجليزية: Let's Get It)‏ سنة 2001.

## التاريخ
نشأت الرقصة ـ المأخوذة من رقصة من شرق إفريقيا تسمى «إسكيستا» ـ في حي هارلم الزنجي بنيويورك في مطلع ثمانينيات القرن العشرين، ثم انتشرت من هارلم إلى مناطق حضرية أخرى وبدأت تأخذ طريقها إلى الظهور في الفيديوهات الموسيقية.
يدعي ابتكار الرقصة شخص من قاطني هارلم يدعى «آل بي»، ولذلك سميت الرقصة في حي هارلم ـ في بدايتها ـ «ألبي»، غير أنها سميت لاحقًا «هارلم شيك»، أي «هزة هارلم».
نُقل عن «آل بي» قوله إن الرقصة «ما هي إلا هزة مخمورة، إنها هزة كحولية، ولكنها رائعة وتعجب الجميع»، زاعمًا أن أصول الرقصة ترجع إلى قدماء المصريين، وواصفًا إياها بأنها ما تفعله المومياءات؛ التي لا تستطيع التحرك بالمعنى الصحيح للحركة، بل تهتز فحسب، لأنها مغلفة باللفافات.
يقول آل بي إنه دأب على رقص الهارلم شيك منذ عام 1981، وقد جذبت رقصته الأنظار للمرة الأولى أثناء إحدى مباريات كرة السلة، ثم انتشرت فيما بعد.

## في الثقافة الشعبية
رغم أن تاريخ الرقصة يرجع إلى سنة 1981، إلا أنها لم تشتهر بشكل كبير إلا سنة 2001، عندما ظهرت في فيديو موسيقي لجي ديب عنوانه «فلنحصل عليها».
ترتبط رقصة هارلم شيك في أحيان كثيرة برقصة مشابهة تدعى «ذا تشيكن نودل سوب» («حساء شعيرية الدجاج»؛ بالإنجليزية: The Chicken Noodle Soup)، وهي رقصة مقتبسة من هارلم شيك نالت شهرتها في صيف 2006 على يد دي جي ويبستار (بالإنجليزية: DJ Webstar)‏ ويانغ بي. وترِد الرقصة في أغنيات «المدرسة القديمة» لفريق كاننلينغويستس (بالإنجليزية: CunninLynguists)‏ و«ثيزل دانس» (بالإنجليزية: Thizzle Dance)‏ لمغني الراب الأمريكي الراحل ماك دري و«معضلة» (بالإنجليزية: Nelly)‏ للمغني الأمريكي نيلي. وقد سمت إحدى فرق الإندي روك الموسيقية النيويوركية نفسها «هارلم شيكس» نسبة إلى هذه الرقصة.
في فبراير 2013 لاقت أغنية بعنوان «هارلم شيك» ـ رُفعت على موقع يوتيوب في 10 مايو 2012 ـ انتشارًا كاسحًا وصارت ميم إنترنت (انظر هارلم شيك (ميم إنترنت))، وليس للرقصة التي تؤدى في هذا الميم الإنترنتي علاقة برقصة هارلم شيك الأصلية.
أصبحت «الهارلم شيك» تستخدم ضد الأنظمة الحاكمة والسياسيين في العالم العربي. فاستخدمها شباب مصريون أمام مكتب الإرشاد الخاص بجماعة الإخوان المسلمين بمصر للاحتجاج على سياسات الإخوان، واستخدمها بعض شباب الإخوان للسخرية من جبهة الإنقاذ المصرية. وفي تونس استخدمت للاحتجاج ضد السلفيين.

## مقالات ذات صلة
- فلاش موب

## وصلات خارجية
- Examples of the Harlem shake in hip-hop (April 8, 2006) على يوتيوب
- How to Do the Harlem Shake (September 27, 2011) على يوتيوب